# Лейзер-Дувід Розенталь
Лейзер-Дувід Розенталь (нар. 1856, Хотин — пом. 1932, Одеса) — єврейський прозаїк і перекладач. Писав на їдиші та івриті. Дядько бессарабського єврейського письменника, поета і фольклориста Залмена Розенталя.

## Життєпис
Лейзер-Дувід Розенталь народився 23 червня 1856 року в Хотині. У 1861 році переїхав із батьками в Теленешти, де жив до 1918 року. Навчався в хедері, самостійно вивчив російську та німецьку мови.
З 1880-х років публікувався в збірнику «Хойз-Фрайнд» (друг сім'ї), який видавався письменником Мордхе Спектором . Із 1890-х років публікувався в газетах «Дер Юд», «Момент» та інших. Співпрацював з одеською газетою «Дос лебн» (життя), яку випускав Мордхе Спектор. У 1904 році в бібліотеці цієї газети під редакцією Л.-Д. Розенталя вийшла серія книг із п'яти випусків, у яких були його власні переклади оповідань і повістей Горького, Чехова, Брета Гарта.
У 1918—1919 роках працював учителем у містечку Теплик, де став свідком єврейських погромів. Зібрані ним документальні матеріали про ці та інші погроми на Україні були опубліковані на івриті в 1927—1931 роках в Тель-Авіві та Єрусалимі, а також частково на ідиші в різних періодичних виданнях. З 1919 року й до кінця своїх днів жив у Одесі.
Племінник — письменник Золмен Розенталь.

## Публікації
- געקליבענע װערק (вибрані твори, їдиш). Одеса: Дос лебн, 1913.
- כתבי א»ד רוזנטל (Ктиве Е. Д. Розенталь — вибране, іврит). Одеса: Дос лебн, 1914.
- טעטיעווער חרבן (Тетєвер хурбм — погроми в Тетіїві, їдиш). Нью-Йорк: אמעריקאנער פארשטייערשאפט פון אלרוסלענדערשן אידישן געזעלשאפטליכן קאמיטעט אידגעזקאם — Ameriḳaner forshṭayershafṭ fun Alruslendershn Idishn gezelshafṭlikhn ḳomiṭeṭ (Idgezḳom), 1922.
- טעטיעווער חרבן (Тетєвер хурбм — погроми в Тетіїві, їдиш). Москва: צענטראלער פעלקער-פארלאג פון פ.ס.ס.ר — Центральне видавництво народів СССР (Центроиздат), 1924.
- מגלת חטבח: חומר לדברי ימי הפרעות וחטבח ביהודים באוקראינה, ברוסיה הגדולה וברוסיה הלבנה (Мегилат ха-Тева, іврит). Серія збірників в трьох выпусках. Єрусалим і Тель-Авів, 1927—1931.